# Saffar Island
Saffar Island (englisch; bulgarisch остров Сафар ostrow Safar) ist eine in ost-westlicher Ausrichtung 290 m lange und 230 m breite Insel im Archipel der Südlichen Shetlandinseln. Sie liegt 22,36 km ostsüdöstlich des Kap Yelcho, 5,4 km westsüdwestlich des Point Wild, 360 m nordnordöstlich des Ronalds Point und 880 m nordöstlich von Biruni Island vor der Nordküste von Elephant Island, von der sie stellenweise in minimaler Entfernung von 325 m getrennt ist.
Britische Wissenschaftler kartierten sie zuletzt im Jahr 2009. Die bulgarische Kommission für Antarktische Geographische Namen benannte sie im April 2021 nach dem spanisch-arabischen Astronomen Ibn al-Saffar († 1035), dem Autor des ersten Handbuchs in Europa für den Gebrauch des Astrolabiums.